# Anodocheilus virginiae
Anodocheilus virginiae är en skalbaggsart som beskrevs av Young 1974. Anodocheilus virginiae ingår i släktet Anodocheilus och familjen dykare. Inga underarter finns listade i Catalogue of Life.